# لذت زندگی (نقاشی والادون)
لذت زندگی (انگلیسی: Joy of Life) یک نقاشی رنگ روغن و مربوط به سال ۱۹۱۱ میلادی می‌باشد که توسط سوزان والادون طرح گردید. این اثر هنری امروزه در موزه متروپولیتن قرار دارد. نقاشی نشانگر زنانی است در حال حمام کردن در حالی که توسط یک مرد برهنه تماشا می‌شوند. این مرد تجسمی از فاسق والادون است. آندره اتر مدل این شخص برای والادون بود.